# Selección femenina de rugby de Hong Kong China
La selección femenina de rugby de Hong Kong China es el equipo que representa a la Hong Kong Rugby Union (HKRU) en competencias internacionales.
Ha clasificado en una oportunidad a la Copa Mundial Femenina de Rugby en 2017, quedando en la última ubicación al perder todos sus encuentros.

## Palmarés
- Asia Rugby Women's Championship: 2022

## Participación en copas

### Copa Mundial
- Gales 1991 a Francia 2014: no clasificó
- Irlanda 2017: 12.º puesto
- Nueva Zelanda 2021: no clasificó
- Inglaterra 2025: no clasificó

### WXV
- WXV 3 2024: 5° puesto

### Asia Rugby Women's
- Asia Rugby Women's 2006: 2.º puesto
- Asia Rugby Women's 2007: no participó
- Asia Rugby Women's 2008: 5.º puesto
- Asia Rugby Women's 2012: 3.º puesto
- Asia Rugby Women's 2013: 4.º puesto
- Asia Rugby Women's 2014: 2.º puesto
- Asia Rugby Women's 2015: 3.º puesto
- Asia Rugby Women's 2016: 2.º puesto
- Asia Rugby Women's 2017: 2.º puesto
- Asia Rugby Women's 2022: Campeón invicto
- Asia Rugby Women's 2023: 3° puesto
- Asia Rugby Women's 2024: 2° puesto
- Asia Rugby Women's 2025: 2° puesto

### Women's Asia Pacific
- Women's Asia Pacific 2006: no participó
- Women's Asia Pacific 2019: 2.º puesto[2]